# Allan Nyom
Allan-Roméo Nyom (nascut el 10 de maig de 1988) és un futbolista professional camerunès que juga com a lateral dret.
Va passar la major part de la seva carrera amb el Granada, jugant en 220 partits competitius durant sis temporades, quatre a la primera divisió. També va jugar professionalment a Anglaterra, amb el Watford i el West Bromwich Albion.
Nascut a França, Nyom és internacional camerunès des del 2011. Va representar la nació a la Copa del Món de 2014.

## Carrera de club

### Primers anys, Granada
Nascut a Neuilly-sur-Seine, França, Nyom només va jugar a futbol amateur al país, competint al campionat de reserves amb l'AS Nancy-Lorraine i jugant amb l'AC Arles-Avignon al Championnat National. L'estiu de 2009 va ser fitxat per l'Udinese Calcio d'Itàlia, i immediatament va ser cedit al Granada CF a Espanya com a part de l'acord de col·laboració entre ambdós clubs.
Nyom es va convertir ràpidament en una primera opció indiscutible amb el conjunt andalús, ajudant-los a ascendir de Segona Divisió B a La Lliga en només dues temporades. Va debutar en aquesta última competició el 27 d'agost de 2011, en una derrota a casa per 0-1 contra el seu veí, el Reial Betis.
Nyom va renovar el seu contracte amb l'Udinese a finals de maig del 2013, però va continuar jugant amb el Granada. Va marcar el seu primer i únic gol a la màxima categoria espanyola el 25 d'octubre de 2014, posant els visitants per davant en un empat a 1 a l'SD Eibar.

### Watford
El 14 de juliol de 2015, Nyom va fitxar per l'equip que tot just acabava d'ascendir de la Premier League Watford amb un contracte de quatre anys amb l'Udinese. Va debutar el 8 d'agost, començant en un empat 2-2 a l'Everton.

### West Bromwich Albion
El 31 d'agost de 2016, Nyom es va unir a l'equip de la Premier League West Bromwich Albion per una tarifa no revelada. Després d'establir-se a l'alineació titular, va donar la seva primera assistència en una victòria a casa per 4-0 contra el Burnley FC, el 22 de novembre.
Nyom va tornar a la màxima categoria espanyola l'estiu del 2018, signant amb el CD Leganés en un contracte de cessió d'una temporada. Va debutar amb el club el 16 de setembre, jugant 85 minuts en una derrota a casa per 0-1 contra el Vila-real CF. Va marcar el seu únic gol per a ells tres mesos després, en un empat 1-1 davant el Getafe CF també a l'Estadi Municipal de Butarque.

### Getafe
El 24 de juliol de 2019, després que va acabar el seu període de préstec amb el Lega, Nyom es va unir al Getafe amb un contracte de dos anys amb una opció per un altre; mentre, el West Bromwich va continuar queixant-se a la FIFA demanant una compensació de 2,7 milions de lliures. El 28 de gener de 2022, va rescindir el seu contracte amb el club.

### Leganés
Nyom va tornar a Leganés el 28 de gener de 2022, signant un contracte de 18 mesos.

### Getafe
El 8 d'octubre de 2024, Nyom va tornar al Getafe, signant un contracte fins al final de la temporada.

## Carrera internacional

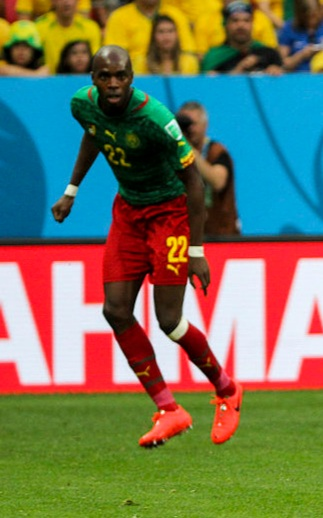
Nyom a la Copa del Món de la FIFA 2014 contra el Brasil

Nyom va optar per representar el Camerun a nivell internacional i va aconseguir la seva primera selecció l'11 de novembre de 2011 en una victòria amistós per 3-1 contra el Sudan. Va ser seleccionat per l'entrenador Volker Finke per a la seva selecció de la Copa del Món de la FIFA 2014, i va debutar en el torneig el 23 de juny contra el Brasil amb els "Lleons Indomables" ja eliminats de la fase eliminatòria després de dues derrotes. Va donar el centre per a l'empat de Joël Matip poc abans dels 30 minuts, però finalment els locals van guanyar 4–1.
Ara ha jugat 18 partits en forma de l'equip principal d'aquest país africà.

## Palmarès
Granada
- Segona Divisió B: 2009–10[25]

Leganés
- Segona Divisió: 2023–24